# Adriano Avelar
Adriano Antônio Avelar (Goiás, 06 de agosto de 1969), mais conhecido como Adriano do Baldy, é um administrador de empresas  e político brasileiro, filiado ao Progressistas.
Em 2018, foi eleito deputado federal por Goiás com 77.729 (2,56% dos válidos).
Ficou conhecido na campanha por "Adriano do Baldy". Baldy vem do sobrenome do deputado licenciado Alexandre Baldy, ministro das Cidades de Michel Temer, de quem foi assessor, mas com quem não tem qualquer grau de parentesco. O slogan do deputado eleito era  “a força das cidades”, em alusão ao local de trabalho do ministro.